# Bunodactis conica
Bunodactis conica is een zeeanemonensoort uit de familie Actiniidae.
Bunodactis conica is voor het eerst wetenschappelijk beschreven door McMurrich in 1904.